# Bułgaria na Letnich Igrzyskach Olimpijskich 1992
Bułgarię na Letnich Igrzyskach Olimpijskich 1992 reprezentowało 138 zawodników.

## Zdobyte medale
| Medal  | Zawodnik                          | Dyscyplina           | Konkurencja                             |
| ------ | --------------------------------- | -------------------- | --------------------------------------- |
| Złoto  | Nikołaj Buchałow                  | Kajakarstwo          | C-1 500 m                               |
| Złoto  | Nikołaj Buchałow                  | Kajakarstwo          | C-1 1000 m                              |
| Złoto  | Iwan Iwanow                       | Podnoszenie ciężarów | – 52 kg                                 |
| Srebro | Weseła Leczewa                    | Strzelectwo          | Karabin pneumatyczny 10 m               |
| Srebro | Nonka Matowa                      | Strzelectwo          | Karabin małokalibrowy trzy postawy 50 m |
| Srebro | Nikołaj Peczałow                  | Podnoszenie ciężarów | 56 – 60 kg                              |
| Srebro | Joto Jotow                        | Podnoszenie ciężarów | 60 – 67,5 kg                            |
| Srebro | Walentin Gecow                    | Zapasy               | 68 kg                                   |
| Srebro | Cwetanka Christowa                | Lekkoatletyka        | rzut dyskiem                            |
| Srebro | Danieł Petrow                     | Boks                 | Waga lekkomusza (- 48 kg)               |
| Brąz   | Jordanka Donkowa                  | Lekkoatletyka        | bieg na 110 m przez płotki              |
| Brąz   | Martin Marinow Blagowest Stojanow | Kajakarstwo          | C-2 2500 m                              |
| Brąz   | Swilen Rusinow                    | Boks                 | Waga superciężka (+ 91 kg)              |
| Brąz   | Maria Grozdewa                    | Strzelectwo          | Pistolet dowolny 10 m                   |
| Brąz   | Stefan Botew                      | Podnoszenie ciężarów | 100 – 110 kg                            |
| Brąz   | Walentin Jordanow                 | Zapasy               | 52 kg                                   |